# 罗伯特·本内特
罗伯特·W·本内特（英語：Robert W. Bennett），生于阿拉巴马州伯明翰，军务军官出身，美国陆军退役准将，历任陆军学院司令部副司令官、第61任陆军军务部队指挥官。

## 简介
本内特生于阿拉巴马州的伯明翰市，1985年毕业于马里昂军事学院，与因瓦内萨·吉伦失踪案去职的前胡德堡司令官斯科特·埃夫兰德少将是同期同学。本内特在那里获得了商务管理副学士学位，并任官為陆军少尉。他又先后获得阿拉巴马大学人力资源管理学士、波尔州立大学教育学硕士、和美国陆军战争学院军事研究硕士。本内特还曾参与过多种陆军内训，其中包括军务初级和高级课程、空中突击学校、空降兵学校、高级空降兵课程、游骑兵学校、美国陆军聯合軍兵種參謀學校（CAS3）、海軍陸戰隊大學指挥参谋学院和美国陆军战争学院。本内特在军中多担任参谋或高级参谋职位，曾先后任职于第2步兵师、第82空降师、驻阿美军等部隊，2016年7月担任陆军学院司令部副司令官。2017年9月21日，本内特成为美国陆军军务部队第61任指挥官。2020年7月，本内特在结束任期后退役，结束了35年的军事生涯。

## 个人荣誉
本内特准将获得的主要军事荣誉如下：
| 战斗行动徽章       |
| 游骑兵技能章       |
| 空中突击技能章     |
| 大师级空降兵技能章 |
| 功绩勋章           |
| 铜星勋章           |
| 北约军功勋章       |
| 军功勋章           |

等